# 酒井伸太郎
酒井 伸太郎（さかい しんたろう）は、山形県出身の映像ディレクター。ディレクターチーム「cobne.」に所属。 主にMusicVideo・ライブ用映像・CMを手掛ける。

## 略歴
東北芸術工科大学映像学科卒業後、ポストプロダクションのレスパスビジョンに入社。カラリスト兼オンラインエディターとして活動後、2017年から映像ディレクターに転向し、同社にて活動を開始。

## 受賞
- 2019年　山形県広告賞最優秀賞　受賞（「荘内銀行　企業CM　ふるさとにエールを」篇）。
- 2023年 MTV video music awards japan Best Art Direction Video部門受賞（アイナ・ジ・エンド MusicVideo「Red:birthmark」）。

## Music Video
- Aimer「SKYLIGHT」
- amazarashi「この街で生きている」
- B'z「さよなら傷だらけの日々よ」「HEAT」「RED」「CHAMP」「Dinosaur」
- BiSH「どんなに君が変わっても僕がどんなふうに変わっても明日が来る君に会うため」
- BUGVEL「DIAMONDS」
- BURNOUT SYNDROMES「LOSTTIME」
- ClariS「コネクト」「ルミナス」「カラフル」「ALIVE」「Masquerade」
- DISH//「SING-A-LONG feat.アイナ・ジ・エンド(BiSH)」
- GARI「RHYMERACER」「XTREAM」
- Girls²「Girls Revolution」「Party Time!」
- Hey! Say! JUMP「パレードが始まる」
- HOWL BE QUIET「メアリー」
- INI「New Day Performance Video」
- King & Prince「Mazy Night」「TraceTrace」「シンデレラガール 2023」
- Kis-My-Ft2「ENDLESS SUMMER」
- lovely2「とぅわりんりんたんたん」「LOVE2」
- MAMY「yesterday」
- MELLOWSHiP「OVERKILL」
- NiziU「Beyond the Rainbow -虹の向こうへ- 1st Anniversary Special ver.」「Step and a step 1st Anniversary Special ver.」「I AM 2nd Anniversary Special ver.」「FESTA 2nd Anniversary Special ver.」
- NMB48「Done」
- ONE N' ONLY「Freaking Happy」
- ORβIT「Dionaea」「FUN」
- POLYSICS「Piko」
- Rails-Tereo「db-デシベル-」「走り出す」
- SennaRin「melt」
- SKE48「あの頃の君を見つけた」
- Snow Man「Stories」
- SUPER BEAVER「パラドックス」「愛しい人」「名前を呼ぶよ」「東京流星群」「東京」
- tacica「ordinary day」「煌々」「WAKIME」
- The Vocoders「Dancing Queen」
- TrySail「TAILWIND」
- warbear「Lights」
- WEST.「プリンシパルの君へ」「黎明」
- Yacht.「Strawberry Fine」
- アイナ・ジ・エンド「ペチカの夜」「Red:birthmark」
- ふくろうず「マシュマロ」「ごめんね」「カシオペア」「37.3」「うららのLa」
- マーティ・フリードマン「Miracle」
- ロン・モンロウ「PLANET」
- わたてん☆5「デリシャス・スマイル」
- 安田章大「9」
- 岡村孝子「Hello」「と・も・に」
- 関取花「新しい花」
- 高野洸「Untouchable love」「WARNING」
- 山本彩「追憶の光」「ゼロ ユニバース」
- 中島愛「ワタシノセカイ」
- 登坂広臣「One Way Love」
- 矢井田瞳「MOON」
- 鈴木みのり「エフェメラをあつめて」
- 鶯籠「キラキラ光る」
- 櫻坂46「愛し合いなさい」
- 僕が見たかった青空「視線のラブレター」

## その他
- ADMIO　ブランディングムービー
- B'z「LIVE-GYM 2015 -EPIC NIGHT-」ライブオープニング
- back number「SCENT OF HUMOR TOUR 2022 LIVE幕間映像」
- NGT48 山口真帆 個人PV「ワタシハ変ワル」
- NGT48 長谷川玲奈 個人PV「私の光はここから」
- NINO NINA TV-CM
- ORβIT LIVE「ROOM」TOUR2023 LIVE幕間映像
- ORβIT　ライブオープニング映像
- UVERworld「echoOZ」ライブ出し映像
- UVERworld「THUG LIFE」ライブ出し映像
- WEST.「Johnny's WEST LIVE TOUR 2021 rainboW」オープニング映像
- ネットシネマ「探偵事務所5シリーズ」オープニング
- マイセルフ TV-CM
- 横浜F・マリノス　スペシャルムービー「民衆の歌」
- 加藤ミリヤ「神様」ライブ出し映像
- 滋賀県米原市観光PR映像 "びわ湖の素・米原"『自然観光編』
- 滋賀県米原市観光PR映像『水の恵み・暮らし編』
- 西武ライオンズ「地平を駈ける獅子を見た」応援動画
- 荘内銀行 TV-CM